# Browningia viridis
Browningia viridis ist eine Pflanzenart aus der Gattung Browningia in der Familie der Kakteengewächse (Cactaceae). Das Artepitheton viridis stammt aus dem Lateinischen, bedeutet ‚grün‘ und verweist auf die Farbe der Triebe der Art.

## Beschreibung
Browningia viridis wächst baumförmig mit kandelaberartig verzweigten Trieben und erreicht Wuchshöhen von bis zu 10 Meter. Es wird ein deutlicher Stamm ausgebildet. Die grünen Triebe weisen Durchmesser von bis zu 8 Zentimeter auf. Es sind 18 und mehr Rippen vorhanden, die um die Areolen verdickt sind und manchmal in Höcker aufgelöst sind. Die 10 bis 20 gelben Dornen sind an ihrer Spitze dunkler und bis zu 7 Zentimeter lang.
Die weißen Blüten erreichen Durchmesser von bis zu 5 Zentimeter.

## Verbreitung und Systematik
Browningia viridis ist in den peruanischen Regionen Ayacucho und Apurímac im Tal des Río Apurímac verbreitet.
Die Erstbeschreibung als Azureocereus viridis erfolgte 1956 durch Werner Rauh und Curt Backeberg. Franz Buxbaum stellte die Art 1965 in die Gattung Browningia. Ein nomenklatorisches Synonym ist Azureocereus hertlingianus f. viridis (Rauh & Backeb.) Guiggi (2014).

## Nachweise